# Перша середня вага в боксі
Перша середня вага (англ. light middleweight) — вагова категорія у боксі. Виступають боксери до 69,9 кг.(154 фунтів).

## Чемпіони
Чоловіки
| Організація | Дата здобуття   | Чемпіон            | Рекорд         | Захисти |
| ----------- | --------------- | ------------------ | -------------- | ------- |
| WBA         | 3 серпня 2024   | Теренс Кроуфорд    | 41–0 (31 KO)   | 0       |
| WBC         | 30 березня 2024 | Себастьян Фундора  | 23–1–1 (15 KO) | 2       |
| IBF         | 6 квітня 2024   | Бахрам Муртазалієв | 23–0 (17 KO)   | 1       |
| WBO         | 26 липня 2025   | Ксандер Заяс       | 22–0 (13 KO)   | 0       |

Жінки
| Організація | Дата здобуття     | Чемпіон           | Рекорд      | Захисти |
| ----------- | ----------------- | ----------------- | ----------- | ------- |
| WBA         | 30 жовтня 2021    | Ханна Ренкін      | 11-5 (2 KO) | 0       |
| WBC         | 27 листопада 2021 | Патрісія Бергхулт | 15-0 (3 KO) | 1       |
| IBF         | 17 грудня 2021    | Марі-Ів Дікер     | 18-1 (1 KO) | 0       |
| WBO         | 19 лютого 2022    | Наташа Джонас     | 11-2 (3 KO) | 0       |